# Gliese 436
Désignations
Gliese 436, ou Noquisi, est une étoile naine rouge de 0,44 masses solaires située à ∼ 31,9 a.l. (∼ 9,78 pc) du système solaire, dans la constellation du Lion.

## Système planétaire
Une seule exoplanète a actuellement été détectée orbitant autour de Gliese 436, il s'agit de Gliese 436 b, mais il est très probable qu'une seconde planète, non encore confirmée de manière certaine, ait une orbite plus large perturbant celle de la première.
Cette seconde planète, baptisée Gliese 436 c puis Awohali, serait de type tellurique et d'une masse environ égale à 5 fois celle de la Terre. Ceci en ferait une exoplanète d'assez faible masse parmi celles connues actuellement et orbitant autour d'une étoile de la séquence principale. Elle appartiendrait de fait à la catégorie des super-Terre.
S'agissant de Gliese 436 b, celle-ci est une planète de 0,0713 masses joviennes. Il s'agirait donc d'une petite planète gazeuse (plus petite que Neptune). Elle est située à 0,0285 unités astronomiques de son étoile (soit 4 275 000 km) et en fait le tour en 2,64 jours terrestres.
| Planète                     | Masse           | Demi-grand axe (ua) | Période orbitale (jours) | Excentricité  | Inclinaison | Rayon          |
| --------------------------- | --------------- | ------------------- | ------------------------ | ------------- | ----------- | -------------- |
| Gliese 436 b                | 0,041 ± 0,05 MJ | 0,041 ± 0,05        | 2,643 85 ± 0,000 09      | 0,150 ± 0,012 |             | 4,327±0,183 R🜨 |
| Gliese 436 c (non confirmé) | —               |                     |                          |               |             |                |

## Désignations
Le nom Gliese 436 fait référence au catalogue Gliese des étoiles proches : c'est la 436e étoile répertoriée dans la première édition de ce catalogue.
En août 2022, son système planétaire est inclus parmi les vingt systèmes à nommer par le troisième projet NameExoWorlds. Les noms approuvés, proposés par une équipe des États-Unis, sont annoncés en juin 2023 : Gliese 436 s'appelle dorénavant Noquisi et sa planète Awohali, d'après les mots cherokee pour « étoile » et « aigle ».